# Данэм, Берроуз
Берроуз Данэм (10 октября 1905 — 19 ноября 1995) — американский автор, прогрессивный философ-материалист. Главные книги: Man against Myth (1947) and Heroes and Heretics (1963)

## Биография
Данэм родился 10 октября 1905 года в тауншипе Маунт-Холли, Нью-Джерси в филадельфийской семье с прогрессивными склонностями.
Сын пресвитерианского священника, который потерял веру во время учебы в Берлинском университете и преподавал в университете Темпл, где позднее преподавал сам Данэм. Берроуз учился в частной квакерской школе и в Принстонском университете. Докторская называлась: «Kant’s Theory of the Universal Validity of the Esthetic Judgment», которая была позже опубликована как A Study in Kant’s Aesthetics).
До 1953 года он был профессором университета Темпл в Филадельфии.
В 1947 году издал книгу «Человек против мифов», которая переведена на русский язык и выпущена в свет в 1961 году. В 1953 году он опубликовал новую книгу под названием «Гигант в цепях», в которой отстаивает мысль о том, что философия должна быть теорией освобождения человечества. 27 февраля 1953 года Комиссия по расследованию антиамериканской деятельности объявила эту книгу марксистским произведением. Было назначено следствие по обвинению её автора в антиамериканской деятельности. Данэм отказался отвечать на любые вопросы комиссии, назвав только свое имя, дату рождения и место рождения. Он ссылался на пятую поправку к конституции США, по которой его не могли принуждать к самообвинению при ответе на все дальнейшие вопросы. Он был уволен 23 сентября 1953 г. якобы из-за «интеллектуального высокомерия» и «очевидного неуважения к конгрессу.» В 1955 году за то же был под судом, но был оправдан.
В СССР книга «Гигант в цепях» была издана в 1958 году. Содержащиеся в ней прогрессивные идеи и критика идеалистических направлений англо-американской философии не могли не привлечь к себе внимания советского читателя. В 1959 году по приглашению Академии наук СССР Б. Данэм находился некоторое время в Советском Союзе и прочитал ряд лекций в Институте философии АН СССР и в Московском Государственном университете им. Ломоносова. 14 лет был в черном списке, только в 1971 г. был принят внештатным профессором в университет Пенсильвании. Американская Ассоциация Университетских профессоров осудила университет Темпл за увольнение Данэма.
Основное внимание Данэма направлено на общественно-политические проблемы. Не будучи марксистом, он иногда для подтверждения своих взглядов ссылается на авторитет Маркса и Энгельса. Он не просто борется за расширение знания ради знания, а стремится к воплощению его в жизнь. Идеи и соответствующие им действия нужны ему как средства для улучшения жизни людей. Он исследует, каким образом философия может стать практически полезной наукой. Именно таким предстает Данэм в своих книгах «Человек против мифов», «Гигант в цепях», «Мыслители и казначеи» и др., в которых он значительное место отводит теории познания, этике и эстетике. С материалистических позиций Данэм активно выступает против различных идеалистических направлений в философии: экзистенциализма, «общей семантики», прагматизма. Жизненными идеалами этого философа являются человечность и гуманизм, выгодно отличающие его от большинства буржуазных ученых.

## Работы
- Ethics, Dead and Alive(1971) ISBN 0-394-42371-2
- Heroes and Heretics: A Political History of Western Thought (1964)
  - Герои и еретики : Политическая история западной мыслии / Сокр. пер. с англ. И. С. Тихомировой ; Ред. и вступ. статья [с. 5-20] проф. И. Д. Панцхавы. — М. : Прогресс, 1967. — 504 с.
- Thinkers and Treasurers (1960)
  - Мыслители и казначеи : [Памфлет] / [Пер. с англ. Предисл. Ю. Мельвиль]. — М. : Госполитиздат, 1960. — 79 с.
- Artist in Society (1960)
- Giant in Chains (1953)
  - Гигант в цепях. / Пер. с англ. Ю. В. Семенова ; Общ. ред. чл.-кор. АН СССР П. Н. Федосеева. — М. : Изд-во иностр. лит., 1958. — 250 с
- Человек против мифов (англ. Man against Myth) (1947)
- A Study in Kant’s Aesthetics: The Universal Validity of Aesthetic Judgments (1934)